# 青葉ひなり
青葉 ひなり（あおば ひなり、1996年〈平成8年〉1月19日 - ）は、日本のアイドル。女性アイドルグループ・FES☆TIVEの元メンバー。担当カラーはオレンジ。千葉県出身。RIZEプロダクション所属。

## 略歴
1996年1月19日、千葉県出身。
2013年3月27日、RIZEプロダクションアイドルオーディションを勝ち抜き、FES☆TIVEを結成。結成当初は早山ほのか名義で活動していた。5月18日、秋葉原P.A.R.M.Sにて初お披露目。
2014年1月6日、自身のライブにて名義を青葉ひなりに改名。
2018年10月6日より、自身がパーソナリティを務める冠ラジオ番組『FES☆TIVE 青葉ひなり「ひなりんのよるらじ!!」』（エフエム富士）の放送が開始。
2021年6月28日、ランジェリーブランド「FEAST」のモデルに起用。
2024年10月18日、FES☆TIVEを卒業。

## 人物

### 嗜好
趣味はTV番組を2倍速で観ること、リップクリーム集め。
好きな女優は有村架純。好きなアーティストはGirl's Day、f(x)、AFTERSCHOOL、CHEMISTRY、ポルノグラフィティ、m-flo。好きなキャラクターはキキララ、デイジーダック、ダッフィー、ピーター・パンのティンカー・ベルとウェンディ。好きな食べ物はマカロン、寒天、ゼリー。好きな飲み物はカルピス、ストロベリーティー。よく買う服はイーハイフン、INGNI、Heather。
好きなアイドルは佐藤由加理、小野恵令奈、玉井詩織、Cheeky Parade、柏木ひなた、工藤遥、paletの木元みずきと武田紗季。また学生時より文化祭でフリコピするほどフェアリーズのファンで、2025年の舞台『あゝ青春の血は燃ゆる』で元メンバーの野元空、林田真尋、小湊よつ葉3名との共演が叶った。

### 特技
特技はジャズダンス、バルーンアート。
小学生のころは陸上部、中学生のころは卓球部、高校生のころはバドミントン部に所属していた。
お好み焼き検定初級の資格を持っている。

### FES☆TIVE
グループの現役メンバーの中では、唯一の初期メンバーである。
同じメンバーの土光瑠璃子とは両者の母親が姉妹のいとこ同士で、いとこちゃんずという愛称で呼ばれている。

## 出演

### テレビ
- 全力坂（2015年5月30日、テレビ朝日）
- 一夜づけ（2015年11月16日、テレビ東京）

### ラジオ
- FES☆TIVE 青葉ひなり「ひなりんのよるらじ!!」（2018年10月6日 - 2022年3月28日、エフエム富士） - メインパーソナリティ。

### モデル
- FEAST（2021年6月 - ）

### 舞台
- 殺し屋トレイシー兄弟の楽しすぎる夜（2025年3月19日 - 23日、シアターサンモール）[12]
- Studio K'z×アリスインプロジェクト「時空警察ヴェッカー1983・改」（2025年2月19日 - 24日、築地・ブディストホール） - 主演・工藤かをる 役
- リーディング＆ダンス公演 『ダーティー・クラウズ』（2025年6月20日-22日、新宿シアターモリエール）- 燕ことり 役[13]
- あゝ青春の血は燃ゆる2025（2025年8月14日 - 17日、テアトルBONBON） - 林奈津 役[9][14]

## 書籍

### 写真集
- ひなりと雪景色と湯けむり（2017年10月20日、EA）

### 雑誌
- FLASH1593号（2021年2月16日、光文社）